# Авалон (Каліфорнія)
Авалон (англ. Avalon) — місто (англ. city) в США, в окрузі Лос-Анджелес штату Каліфорнія. Населення — 3460 осіб (2020).
Місто розташоване на острові Санта-Каталіна, що належить до групи островів Чаннел, а також це найпівденніше місто округу. Крім того, Авалон є єдиним великим містом на острові: на Санта-Каталіні також розташоване маленьке невключене місто Ту-Гарборс.

## Історія
Спочатку населення Авалона складали індіанці тонгва — корінні жителі Каліфорнії. З кінця XIX по початок XX століття здійснювалися плани з перетворення цього міста в курорт, але більшість цих ідей збанкрутували. У 1919 році Вільям Ріглі-молодший встав на чолі міста. Він доклав зусиль до подальшого розвитку Авалона і до залучення туристів (яскравий приклад того — будівництво казино «Catalina» під його наглядом).
До початку XXI сторіччя Авалон залишається, перш за все, курортом. Більшість узбережжя віддано під туристичний бізнес. У старій частині міста на дні долини розташовані невеликі будинки, а також дво- та триповерхові будівлі різних традиційних архітектурних стилів. На пагорбах по обидві сторони долини розташовані кілька великих житлових комплексів.

## Географія
Авалон розташований за координатами 33°19′58″ пн. ш. 118°19′49″ зх. д. / 33.33278° пн. ш. 118.33028° зх. д. (33.332675, -118.330166).  За даними Бюро перепису населення США в 2010 році місто мало площу 7,61 км², з яких 7,60 км² — суходіл та 0,01 км² — водойми.

### Клімат
У Авалоні дуже м'який субтропічний клімат, температура в січні — від 9 °C до 17 °C, у серпні — від 16 °C до 23 °C.
| Клімат : Авалон                  | Клімат : Авалон | Клімат : Авалон | Клімат : Авалон | Клімат : Авалон | Клімат : Авалон | Клімат : Авалон | Клімат : Авалон | Клімат : Авалон | Клімат : Авалон | Клімат : Авалон | Клімат : Авалон | Клімат : Авалон | Клімат : Авалон |
| Показник                         | Січ.            | Лют.            | Бер.            | Квіт.           | Трав.           | Черв.           | Лип.            | Серп.           | Вер.            | Жовт.           | Лист.           | Груд.           | Рік             |
| Абсолютний максимум, °C          | 30,6            | 28,3            | 30,6            | 32,2            | 32,2            | 36,1            | 40,6            | 32,2            | 40,0            | 35,0            | 31,7            | 29,4            | 40,6            |
| Середній максимум, °C            | 18,1            | 17,9            | 18,5            | 19,8            | 20,7            | 21,7            | 23,3            | 24,1            | 23,9            | 22,6            | 20,1            | 18,2            | 20,7            |
| Середній мінімум, °C             | 9,6             | 10,2            | 11,0            | 12,2            | 13,8            | 15,3            | 16,8            | 17,8            | 17,3            | 15,1            | 11,7            | 9,6             | 13,3            |
| Абсолютний мінімум, °C           | −1,7            | 0,0             | 2,8             | 2,8             | 0,0             | 2,2             | 7,2             | 7,2             | 5,0             | 2,8             | 2,8             | −1,1            | −1,7            |
| Норма опадів, мм                 | 70              | 64              | 60              | 15              | 3               | 0               | 0               | 2               | 7               | 6               | 28              | 46              | 302             |
| -------------------------------- | --------------- | --------------- | --------------- | --------------- | --------------- | --------------- | --------------- | --------------- | --------------- | --------------- | --------------- | --------------- | --------------- |
| Джерело: http://www.wrcc.dri.edu |                 |                 |                 |                 |                 |                 |                 |                 |                 |                 |                 |                 |                 |

## Демографія
Згідно з переписом 2010 року, у місті мешкало 3728 осіб у 1473 домогосподарствах у складі 891 родини. Густота населення становила 490 осіб/км².  Було 2266 помешкань (298/км²).
Расовий склад населення:
| - 62,0 % — білих - 1,3 % — азіатів - 0,6 % — корінних американців - 0,5 % — чорних або афроамериканців - 0,3 % — вихідців з тихоокеанських островів - 30,5 % — осіб інших рас |

До двох чи більше рас належало 4,7 %. Частка іспаномовних становила 55,8 % від усіх жителів.
За віковим діапазоном населення розподілялося таким чином: 25,8 % — особи молодші 18 років, 63,3 % — особи у віці 18—64 років, 10,9 % — особи у віці 65 років та старші. Медіана віку мешканця становила 37,7 року. На 100 осіб жіночої статі у місті припадало 102,8 чоловіків;  на 100 жінок у віці від 18 років та старших — 98,6 чоловіків також старших 18 років.
Середній дохід на одне домашнє господарство  становив 90 647 доларів США (медіана — 59 191), а середній дохід на одну сім'ю — 99 374 долари (медіана — 61 125). Медіана доходів становила 54 013 долари для чоловіків та 27 003 долари для жінок. За межею бідності перебувало 14,3 % осіб, у тому числі 18,8 % дітей у віці до 18 років та 18,9 % осіб у віці 65 років та старших.
Цивільне працевлаштоване населення становило 1902 особи. Основні галузі зайнятості: мистецтво, розваги та відпочинок — 40,1 %, роздрібна торгівля — 15,4 %, освіта, охорона здоров'я та соціальна допомога — 8,9 %, науковці, спеціалісти, менеджери — 7,2 %.

## Уряд
Уряд Авалона представлено мером, що обирається строком на два роки, міською радою, склад якої обирається на чотири роки, а також сіті-менеджером, якого призначає безпосередньо міська рада.